# 濱海巡航
濱海巡航（英語：Ocean Cruiser），是澳門輕軌系統為其路線而購入的列車，由日本三菱重工製造，全線列車均用此電動列車。

## 概要
三菱重工在2011年8月為澳門完成了兩款輕軌列車的設計，包括：以濱海渡假勝地為設計概念的「濱海巡航」，以及以未來都會為設計概念的「都市水晶」。運輸基建辦公室在同年9月3日至25日期間舉行投票活動，讓市民投票選出喜愛的列車設計。經過投票，濱海巡航（OCEAN CRUISER）成為了澳門輕軌列車車款。濱海巡航的設計以表達澳門作為一個富有濱海度假感覺的城市作主題，車廂外部的淡白藍色和深海藍色代表着海層，車身兩旁的橙色波浪形圖案則代表着反射的陽光。透過列車前方寬闊的八角型玻璃窗往車廂外看，一如從度假酒店的客房內向外觀賞優美的景色一樣；車廂內的間隔及扶手柱位的設計靈感來自帆船，扶手握把及落地扶手杆富有動感的圓形設計則帶出水面波紋運動的意象。
澳門政府於2011年3月訂購110節車廂，並於2014年1月再增訂購48節，兩批合共158節。第一批訂單中超過60節車廂己於2014年4月完成組裝。
但是，由於澳門輕軌發展有所轉變，澳門政府於2018年取消訂購48卡增購車，賠償金額為3.6億澳門元；而已生產的列車部件仍會付運至澳門，充當備用零件之用。

### 輕軌列車車廂抵澳
首批次合共4節輕軌列車車廂（編號為001A、001B、002A和002B）及2台專用維修車輛於2017年10月20日由日本付運，並於10月29日運抵路環九澳深水碼頭。其中，專用維修車輛及首兩節載客車廂（編號為001A、001B）分別於11月4日及7日運送並吊運至位於氹仔東亞運大馬路的輕軌海洋站，同時開展各項測試工作。運輸基建辦公室陸續於多個周六进行輕軌車廂吊運工作，至2018年5月24日，首批10节車廂已正式付運至車廠。

### 投入服務
- 2019年12月10日，018A-018B列車被安排為通車首班車。
- 2021年10月19日23:15，氹仔碼頭站2號月台開出前往海洋站的最後尾班車（編號:022），1號月台開出前往氹仔碼頭站的最後尾班車（編號:030）。兩列尾班車均於23:37順利扺達海洋站及氹仔碼頭站。所有列車回廠後，輕軌氹仔線正式停駛，開展22千伏高壓電纜更換工程，工期預計180天。而2021年輕軌氹仔線最後營運日維持使用4列列車行走，列車編號分別是001、022、030及034。後備列車031則停放於氹仔碼頭站附近的掉頭處。
- 2023年10月1日下午約7時，因應國慶節假期及煙花匯演的乘客需求，氹仔線的班次加密至約5分鐘一班，並首次安排4卡列車(049A-049B=021A-021B)正式載客。
- 2023年10月23日09:09，媽閣線開始進行日間列車測試，首列測試列車於路氹東站2號月台開出，當日共4列測試列車投入測試。測試列車會停靠月台後方，月台後方的所有幕門均被膠帶及圍欄圍封；月台前方側停靠氹仔綫載客列車。測試列車靠站前月台會有廣播提示下一班列車前往媽閣站。
- 2023年11月11日開始，每逢星期六、日下午氹仔綫都會派出一列四卡載客列車行駛。另外，作為氹仔線延伸至澳門半島段一部分的媽閣線日間試車亦已經順利完成，未來將會轉為逢星期一至五夜間試車。當所有測試工作順利完成後，在12月初將具備通車條件。
- 2024年1月，石排灣線開展列車測試工作[14]。
- 2024年3月，測試列車已駛入橫琴線軌道，相關的系統及列車測試工作於同年4月起展開[15]。
- 2024年7月23日起，因應石排灣線及橫琴線營運測試工作將於近期開展，行車控制中心內的行車控制系統及列車的車載系統已於當日升級完成，協和醫院站、石排灣線及橫琴線的行車控制系統成功與行車控制中心連接。由當日起所有氹仔線的載客列車駛經協和醫院站時過站不停(飛站)，氹仔線的列車班次亦因此受到輕微影響。列車上的動態路線屏幕亦更新設計，屏幕顯示新增的協和醫院站、石排灣線及橫琴線的資訊。

### 維修工作
輕軌公司的2023年度年度報告透露，去年已完成部分列車的半大修工作，並開展下一階段列車大修的籌備工作。

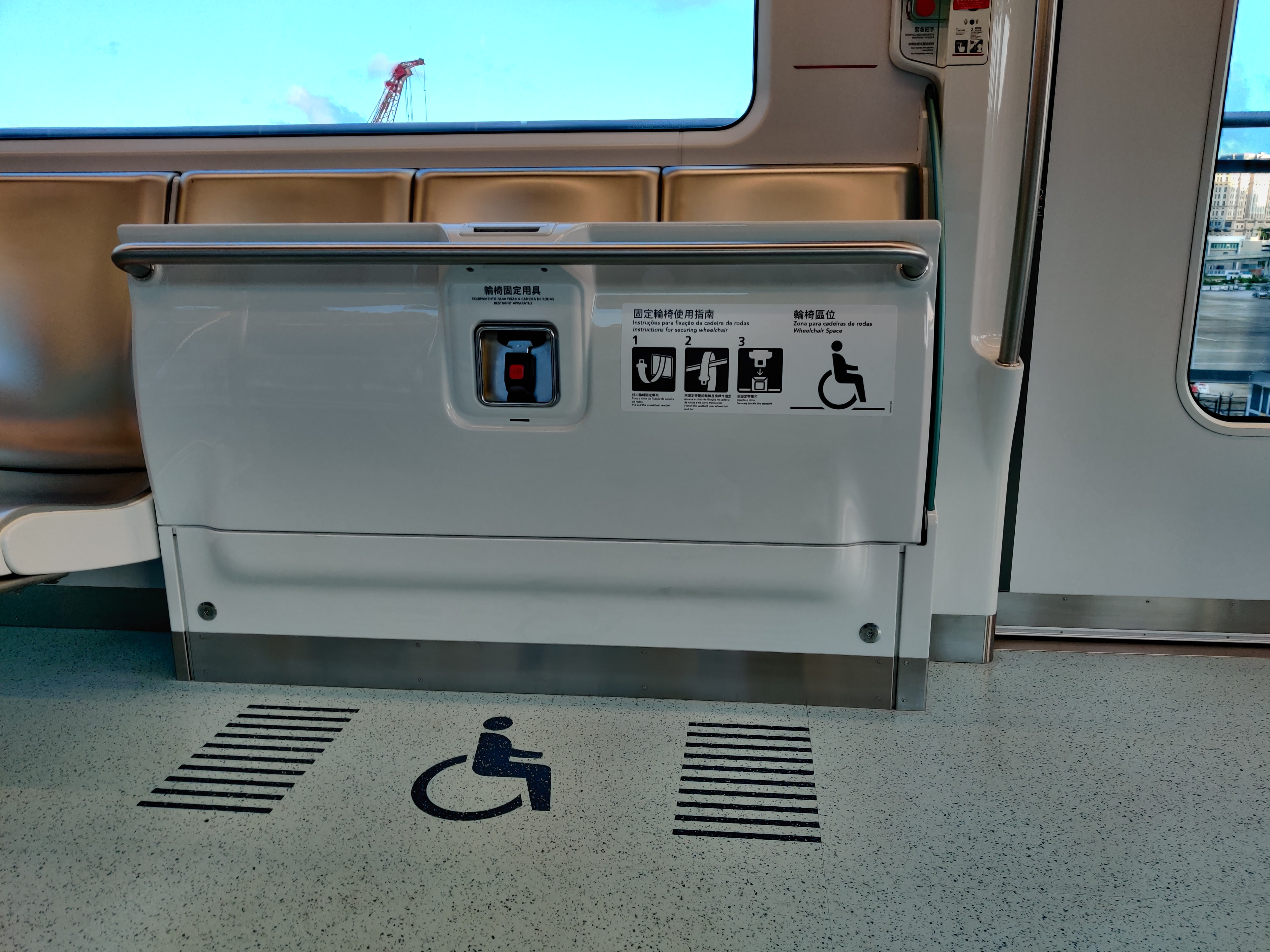
濱海巡航車廂內的輪椅固定裝置

## 編組方式
本列車為兩卡一組，固定媽閣端為A卡，氹仔碼頭端為B卡。列車設計允許兩組列車重聯，以四卡一列形式營運。
|          | ← 媽閣 方向 氹仔碼頭 方向→ |               |
| 車廂編號 | A                          | B             |
| 形式     | Mc1                        | Mc2           |
| 車輛編號 | 001A                       | 001B          |
| 車輛編號 | 002A                       | 002B          |
| 車輛編號 | 003A                       | 003B          |
| 車輛編號 | ：                         | ：            |
| 車輛編號 | 055A                       | 055B          |
| 安裝機器 | VVVF, SIV                  | VVVF, CP, BTC |

範例
- VVVF：主控制裝置
- SIV：靜態式變流器
- CP：空氣壓縮機
- BTC：蓄電池

## 運用
現時氹仔線每日出車數為12列，石排灣線及橫琴線出車數各1列，另有後備列車分別在氹仔碼頭站、媽閣站、石排灣站和橫琴站待命。並會因應客流量適時加開列車。

## 列車相關事故
- 2019年12月10日16:00左右，一列往氹仔碼頭站方向的列車（編號：027），行駛至蓮花口岸站時，因載客過多而觸發列車安全監控系統的「安全警示」，站務人員安排車上所有乘客下車並轉乘其他列車，而下一列車到站後又因有大量乘客上車而嚴重超載，需要再安排部份乘客返回月台等候下一列車。[17]

- 2019年12月22日13:00左右，一列往氹仔碼頭方向的列車（編號：027），於海洋站出現無線電控制器故障而無法以自動模式行車，列車車長以人手駕駛駛至馬會站時，因未有在指定位置停車而導致車門無法開啟，最終列車再以人手駕駛駛至運動場站才能夠打開車門執行清客，事故中約60名乘客受影響，肇事列車在事故後返回車廠作進一步檢查。[18]

- 2019年12月29日13:00左右，因供電故障而導致列車全線停駛，網上流傳短片顯示一列往海洋方向列車（編號：032）停於近蓮花口岸站的路軌上打開車門緊急疏散，有乘客冒雨沿路軌前行，返回距離故障列車最接近的車站。[19]

- 2020年7月7日07:00左右，一列往氹仔碼頭方向的列車（編號：031），於海洋站開出不久後便失去動力，列車滯留在離海洋站月台約50米的斜路上約1小時。列車車長曾嘗試重啟列車系統但未能成功，事故導致海洋站至蓮花口岸站的列車服務一度暫停，港鐵（澳門）約07:40安排接駁巴士接送受影響乘客。經過一段時間後，肇事列車最終消除故障並以人手駕駛返回車廠，列車服務於早上8時10分回復正常。事故發生近半日，輕軌公司、港鐵（澳門）或交通事務局均沒有對外公佈事件。輕軌公司最終於當天19:00許才對外公佈事件，並表示事故涉及供電故障，將聯同交通事務局和港鐵（澳門）檢討對外發布機制，並對事故引起乘客不便致歉。[20]

- 2020年7月9日14:50，一列往氹仔碼頭方向的不載客後備列車（編號：046），行駛至機場站至氹仔碼頭站之間出現嚴重故障而停止行駛，列車車長曾嘗試重新啟動列車但未能成功，事故導致東亞運站往返氹仔碼頭站列車服務暫停，而東亞運站至海洋站列車服務則加密至10分鐘一班。肇事列車重置故障後即時駛回車廠作進一步檢查。至15:34左右全線列車服務逐步回復正常。[21]

- 2020年8月7日21:11，一列往氹仔碼頭方向的列車（編號：027），於運動場站與排角站之間出現嚴重故障而突然煞停，列車車長成功消除故障後以人手駕駛駛至排角站執行清客後回廠，後來列車以人手駕駛駛至路氹西站時，列車再次出現嚴重故障而停止行駛，並且無法消除故障及將列車重新起動，肇事列車滯留在路氹西站待晚上結束運營服務後由另一列車拖回車廠處理。由於肇事列車佔據一條行車軌道，蓮花口岸站至海洋站的列車服務只能維持單軌道雙向行車，來往海洋站至氹仔碼頭站列車服務班次縮減至18-24分鐘一班。[22]

- 2020年12月13日19:46，一列往海洋方向的列車（編號：050）在蓮花口岸站出現嚴重故障而未能離站，列車車長嘗試重新啟動列車但未能成功，肇事列車滯留在蓮花口岸站，受影響乘客需轉乘其他交通工具前往目的地。事故導致海洋站往來東亞運站實施單軌道雙向行車，列車班次縮減至25分鐘一班；來往氹仔碼頭站至東亞運站的列車班次加密至8.5分鐘一班。肇事列車在當天結束運營服務後由另一列車拖回車廠作詳細檢查。[23]

- 2021年1月29日23:03，因訊號系統故障，導致一列往氹仔碼頭站方向的列車（編號：042）未能駛離東亞運站以及一列往海洋站方向的列車（編號：005）未能駛離機場站。滯留機場站的列車最終執行清客，並於23:27成功消除故障返回車廠；而滯留東亞運站的列車最終亦執行清客。因東亞運站的列車未能成功消除故障，列車須以人手駕駛駛至科大站等候處理，最終於00:10成功消除故障返回車廠。[24]

- 2021年2月20日11:18，一列往海洋方向的列車（編號：049）在蓮花口岸站因出現嚴重故障而導致列車無法開出，由於肇事列車無法短時間內消除故障而執行清客。最終技術人員趕到現場並成功消除故障，肇事列車於11:49返回車廠。[24]

- 2021年3月26日06:30，一列往氹仔碼頭方向的列車（編號：043）於海洋站開出不久後便失去動力，肇事列車滯留在距離海洋站約80米的斜路上約半小時。肇事列車因未能成功消除故障而需要派出救援列車到場救援。最終救援列車於07:04到場與肇事列車連接並拖回車廠。[24]

- 2021年5月8日08:55，一列往氹仔碼頭方向的不載客列車（編號：047）於海洋站開出不久後便失去動力，列車滯留在海洋站至馬會站之間的斜路約1.5小時，事故後列車車長曾嘗試重啟列車但未能成功消除故障，事故導致海洋站至氹仔碼頭站的列車班次縮減至每20分鐘一班，後來救援列車到場與肇事列車連接，但未能成功拖走肇事列車，最終肇事列車於10:40左右成功消除故障並回廠。[25]

- 2021年5月23日09:22，一列往海洋方向的列車（編號：036）於蓮花口岸站開出後便出現嚴重故障而突然煞停，列車滯留在蓮花口岸站與路氹西站之間約3小時，事故後列車車長及技術人員曾嘗試重啟列車但未能成功消除故障，最終救援列車到場與肇事列車連接後成功拖走故障列車。事故導致海洋站至東亞運站的列車班次縮減至28分鐘一班，東亞運站至氹仔碼頭站的列車班次縮減至16分鐘一班，全線列車服務於13:10逐步回復正常。[26]

- 2021年6月29日15:30，一列往氹仔碼頭方向列車（編號：017）於海洋站開出不久後便出現嚴重故障而突然煞停，肇事列車滯留在海洋站至馬會站之間約45分鐘，列車車長曾嘗試重新啟動列車但未能成功消除故障，事故導致全線列車班次縮減至15-20分鐘一班，肇事列車於16:15成功消除故障並以人手駕駛駛回車廠，全線列車服務於16:40逐步回復正常。[27]

- 2021年7月17日17:00，一列往氹仔碼頭方向列車（編號：046），行駛至機場站與氹仔碼頭站之間出現嚴重故障而突然煞停，列車車長曾嘗試重新啟動列車但未能成功消除故障，事故導致海洋至氹仔碼頭站列車班次縮減至15分鐘一班，最終救援列車到場與肇事列車連接，並於18:15左右將肇事列車拖回車廠，全線列車服務隨後逐步回復正常。

- 2021年8月30日18:30，一列往海洋方向列車（編號：008），行駛至東亞運站與蓮花口岸站之間出現嚴重故障而突然煞停，列車停留在距離蓮花口岸站約50米外的輕軌橫琴線預留接駁位附近，列車車長曾嘗試消除故障但未能成功，肇事列車需安排緊急疏散，車上一名輪椅乘客要由消防到場協助疏散。事故一度導致氹仔線全線癱瘓，港鐵（澳門）安排接駁巴士接送受影響乘客。最終技術人員到達肇事列車將故障修復，並於19:50左右成功啟動列車駛回車廠，全線列車服務隨後逐步回復正常。

- 2022年5月20日14:07，一列往氹仔碼頭方向列車（編號：045）於蓮花口岸站出現嚴重故障而無法開出，列車車長曾嘗試重新啟動列車但未能成功消除故障，由於肇事列車無法短時間內消除故障而執行清客。肇事列車最終以人手駕駛慢速駛至東亞運站，技術人員於東亞運站登上列車並修復故障後，列車以正常速度人手駕駛返回車廠。事故導致氹仔線的列車班次一度嚴重受阻，列車服務於15:02逐步恢復正常。

- 2023年3月25日19:52，因供電系統故障而導致氹仔線全線列車供電中斷，列車服務被逼一度暫停。一列往氹仔碼頭方向列車（編號：037）滯留於科大站至機場站之間，因未能於短時間內恢復列車供電，及避免因列車電池耗盡而導致列車緊急通風系統中斷並可能造成乘客不適，該列車之乘客需沿導軌之緊急行人通道撤離車廂並折返科大站。事故造成約120名乘客受影響。港鐵（澳門）安排免費接駁巴士接送乘客往來海洋站至氹仔碼頭站。相關列車供電系統經技術人員搶修後恢復正常，列車服務於20:53逐步恢復正常。[28]

- 2023年8月5日22:27，一列往海洋方向列車（編號：011），行駛至科大站至路氹東站之間因列車出現嚴重故障而突然煞停，列車滯留在距離科大站約90米處之入廠軌道附近。列車車長嘗試手動重置及重啟列車均未能成功消除故障，最終車上約十名乘客沿緊急行人走道步行折返科大站。技術人員登上肇事列車並臨時修復故障後，肇事列車以人手駕駛慢速駛回科大站待命並等候稍後結束運營服務後處理。事故導致蓮花口岸站至氹仔碼頭站的列車服務暫停約40分鐘，港鐵（澳門）安排免費接駁巴士往來蓮花口岸站至氹仔碼頭站。往海洋及氹仔碼頭方向之尾班車於23:15準時開出，但往海洋方向之尾班列車臨時改為氹仔碼頭站1號月台開出，途經東亞運站1號月台後才恢復原線行駛。緊急接駁巴士服務則在23:45終止。肇事列車於23:58成功消除所有故障並駛回車廠檢查。[29]

- 2024年1月31日19:37，一列往媽閣方向列車（編號：049），行駛至東亞運站與蓮花站之間出現嚴重故障而突然煞停，列車停留在距離蓮花站約90米外的橫琴線接駁位附近（即離島醫院站轉乘月台與蓮花站之間）。列車車長將肇事列車重啟後，以人手慢速駕駛至蓮花站清客及等候技術人員到場協助。事故一度導致氹仔線往來海洋站至科大站的列車服務暫停，往來氹仔碼頭站至科大站的列車服務維持每10分鐘一班；而往來媽閣站至海洋站的列車則維持每7分鐘一班。最終技術人員到達現場並將故障的肇事列車修復，並於20:16左右成功啟動列車駛回車廠，全線列車服務隨後逐步回復正常。[30][31]

- 2024年5月8日01:30左右，石排灣線及橫琴線的行車系統承辦商進行列車測試期間，一列正常行駛的測試列車（編號：021）在協和醫院站4號月台向石排灣站方向行駛，離站不久後便於協和醫院站對開約10米位置，懷疑撞向另一列發生故障的測試列車（編號：040），導致車上四名車長不同程度受傷，受傷車長送往仁伯爵綜合醫院治療。兩列列車損毀並停留在事發地點待相關部門取證及等候處理。[32] 公共建設局對意外事故高度關注，初步調查並非列車行駛中發生追尾，但不排除涉及人為操作錯誤引致是次意外，當局已就事故調查起因，並將公佈事故原因。石排灣線及橫琴線的測試工作已即時暫停[33]。
- 2024年8月15日18:43，一列往氹仔碼頭方向列車（編號：029）於路氹西站停靠期間，列車的自動保護及控制系統突然出現嚴重故障，導致車門及幕門突然提早關閉，並且導致運動場站至協和醫院站之間的列車供電中斷，故障列車執行清客。列車車長對故障列車進行重置但不成功。最終車長以人手駕駛慢速駛至蓮花站後，列車才能消除所有故障並以自動駕駛模式回廠。列車服務於19:35逐步回復正常。

- 2024年9月29日13:27，氹仔線一列往媽閣方向的四節編組列車（編號: 024+052） 駛至東亞運站月台時出現嚴重故障而突然煞停，而且故障無法消除。懷疑因其中一個編組（編號: 052） 的列車訊號問題導致行車系統誤判兩個編組之間出現分離情況，進而自動啟動行車系統的保護機制，引發氹仔線以及石排灣線全線列車無法行駛。經緊急排查後，於14:45左右先行恢復媽閣站至海洋站有限度的短循環列車服務，列車班次縮減至約10分鐘一班。技術人員到場開展列車救援工作，故障列車於15:03左右返回車廠。氹仔線的訊號系統於15:50左右恢復正常，並於16:05回復氹仔線全線列車服務。但又因列車時間表系統出現故障，全線列車無法按照時間表行駛以及提供更頻密的班次，列車班次只能維持每8-13分鐘一班。另外，因事發時引發訊號系統的保護機制而導致測試列車（編號：002）在石排灣站1號月台無法行駛，以及石排灣站1號月台因事故而導致月台幕門故障，當天的列車測試在事故後亦告取消。[34][35] 由於當天是輕軌免費乘車日的首日，運輸工務司司長羅立文於9月30日回應故障一事，指出是系統訊號接收不良等技術問題，安全系統一旦發現問題會立即停運，以確保乘客安全。[36]
- 2024年10月11日19:34，一列往媽閣方向的氹仔線列車（編號：054），行駛至協和醫院站與蓮花站之間出現嚴重故障而失去動力，列車停留在距離蓮花站約40米外的橫琴線接駁位附近，列車車長曾嘗試消除故障但未能成功，肇事列車需安排緊急疏散。事故導致氹仔線的班次大幅縮減，來往媽閣站至排角站的列車班次每18分鐘一班，而來往排角站至氹仔碼頭站的列車班次每24分鐘一班。最終技術人員及救援列車（編號：018）到場將肇事列車拖回車廠，肇事列車於21:25左右返回車廠，全線列車服務於22:15左右回復正常。[37]

- 2024年11月5日21:17，氹仔線一列往氹仔碼頭方向列車（編號：041）於東亞運站出現車門故障而無法開出，故障列車上的乘客需要離開車廂到月台改乘另一列車。列車車長將故障車門重置後，列車以自動駕駛模式返回車廠。列車服務於事發後約15分鐘逐步恢復正常。

- 2024年11月7日20:08，氹仔線一列往氹仔碼頭方向列車（編號：041）於協和醫院站再次出現車門故障並且無法關閉，故障列車上的乘客需要離開車廂到2號月台改乘另一列車繼續前往氹仔碼頭。列車車長將故障車門重置後，列車仍然無法開出。最終技術人員到場為故障車門執行故障排除後，列車以自動駕駛模式返回車廠。氹仔線列車服務於事發後約30分鐘逐步恢復正常。

- 2024年11月30日19:48，一列往氹仔碼頭方向列車（編號：001）於媽閣站停靠期間，列車的自動保護及控制系統突然出現嚴重故障，導致車門及幕門突然提早關閉，並且導致媽閣站至馬會站之間的列車供電中斷。最終故障列車上的乘客需要下車到月台改乘另一班列車。列車車長對故障列車進行數次故障重置後回復正常。事件導致氹仔線列車服務受阻約55分鐘，事故處理完畢後又因列車時間表系統出現故障，氹仔線無法按照原定時間表編排提供每5分鐘一班的班次，最終氹仔線列車班次只能維持每8-10分鐘一班。

- 2025年1月31日19:42，氹仔線一列往媽閣方向的列車（編號: 017），駛至氹仔碼頭站2號月台時出現嚴重故障而突然煞停，列車車長嘗試消除故障但未能成功。事故導致氹仔線的班次大幅縮減，來往媽閣站至氹仔碼頭站的列車班次由原來約每5分鐘一班縮減至約每15分鐘一班，石排灣線及橫琴線均維持正常服務。最終技術人員及救援列車（編號：049）到場將肇事列車拖回車廠，肇事列車於21:00左右返回車廠，全線列車服務於22:00左右回復正常。事故處理完畢後又因列車時間表系統出現故障，氹仔線列車無法按照原定時間表編排行駛。

- 2025年3月14日05:26，氹仔線一列剛出廠及原定前往氹仔碼頭站執行首班載客的列車（編號: 022），駛至科大站與機場站之間因出現故障而突然煞停，故障且無法清除，技術人員登上列車執行故障排除亦無果。因無法短時間內將故障列車駛離氹仔線，導致氹仔線由06:30起的列車班次縮減至約10-15分鐘一班。事故期間控制中心曾調派數列空載列車，接載由蓮花站往氹仔碼頭方向的人潮。09:46故障列車最終與救援列車（編號: 050）連接後拖回車廠，隨後繼續訊號系統復原工作，最終氹仔線於10:21逐步回復正常。[38]

## 圖片集

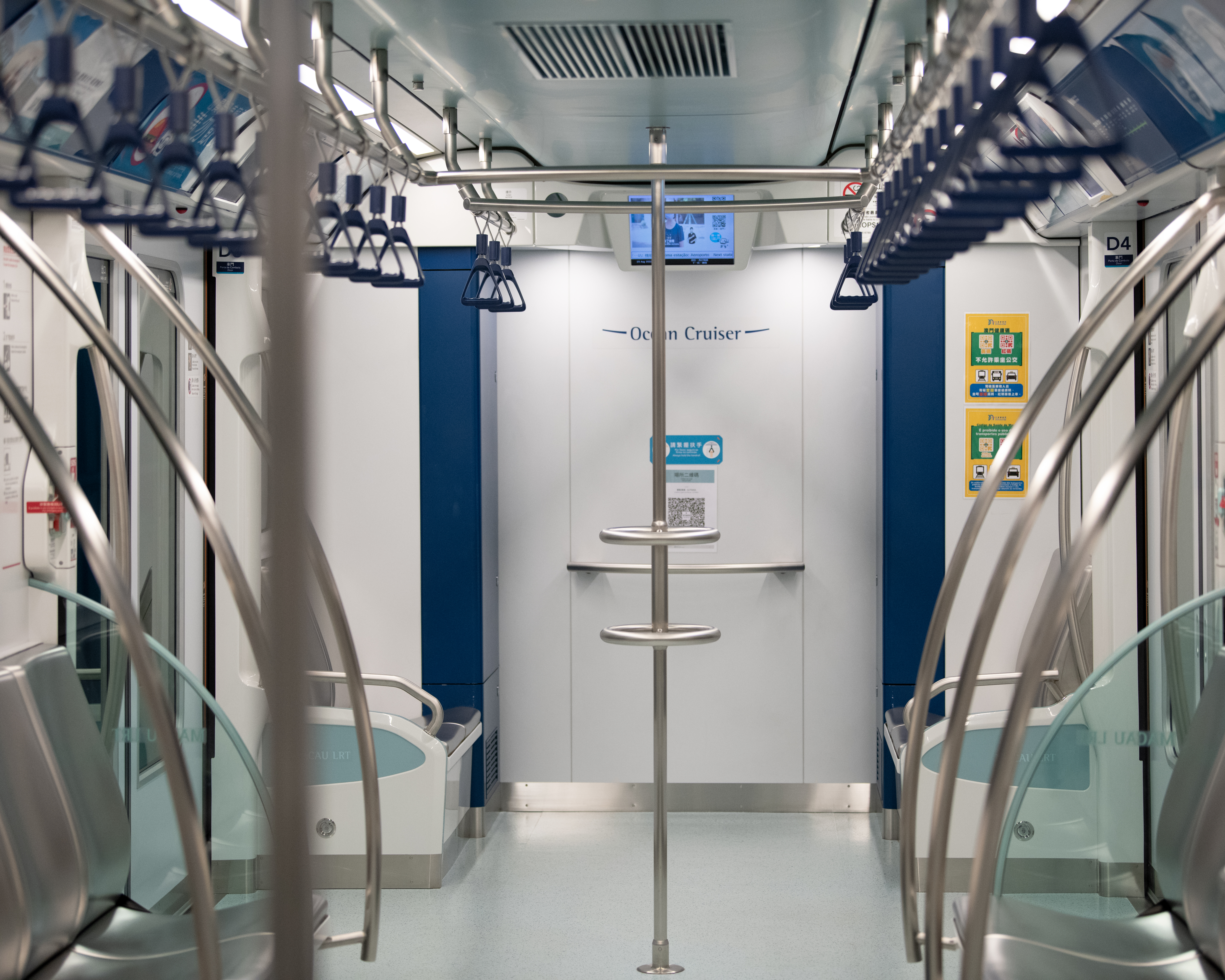
列車內部
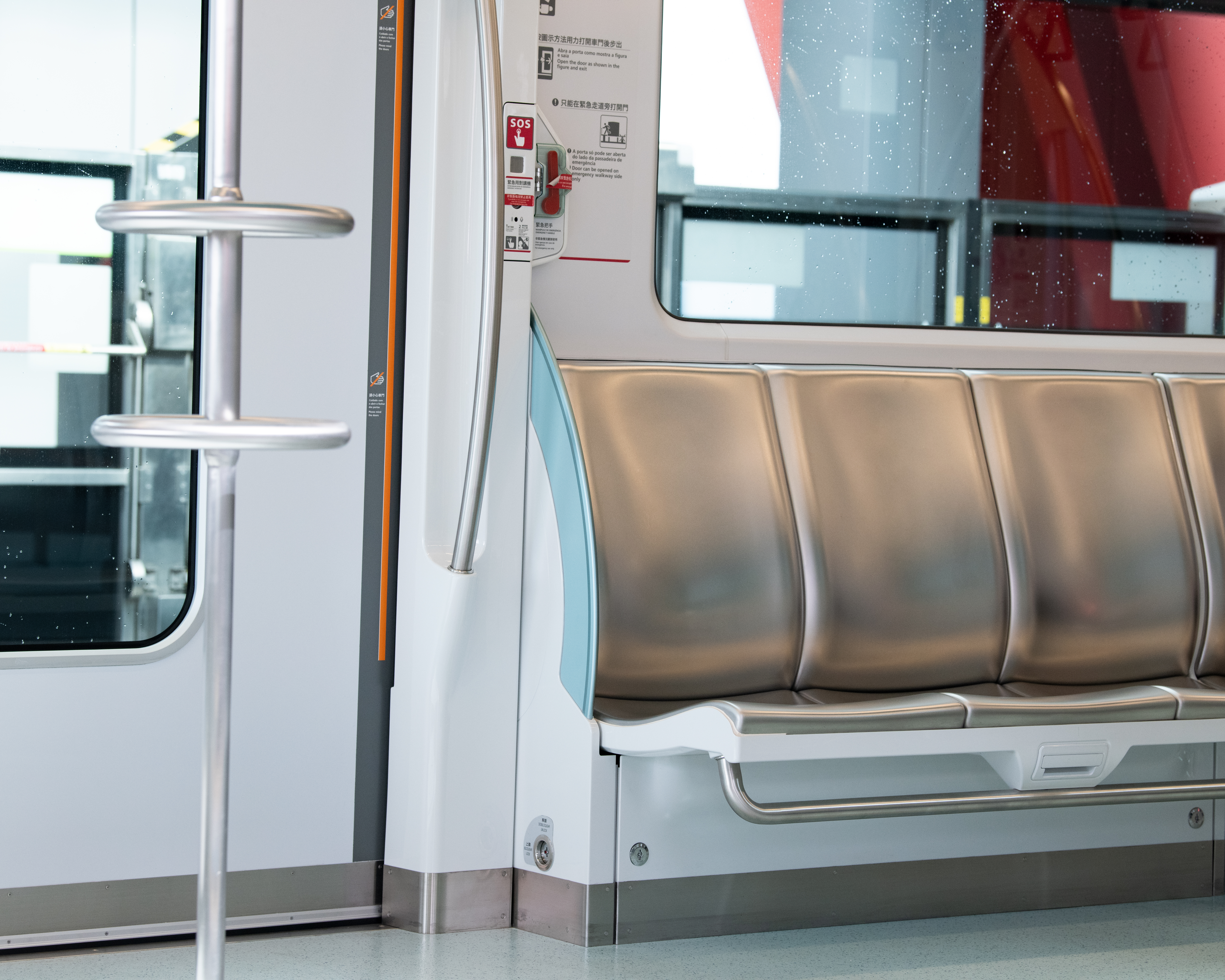
列車座位
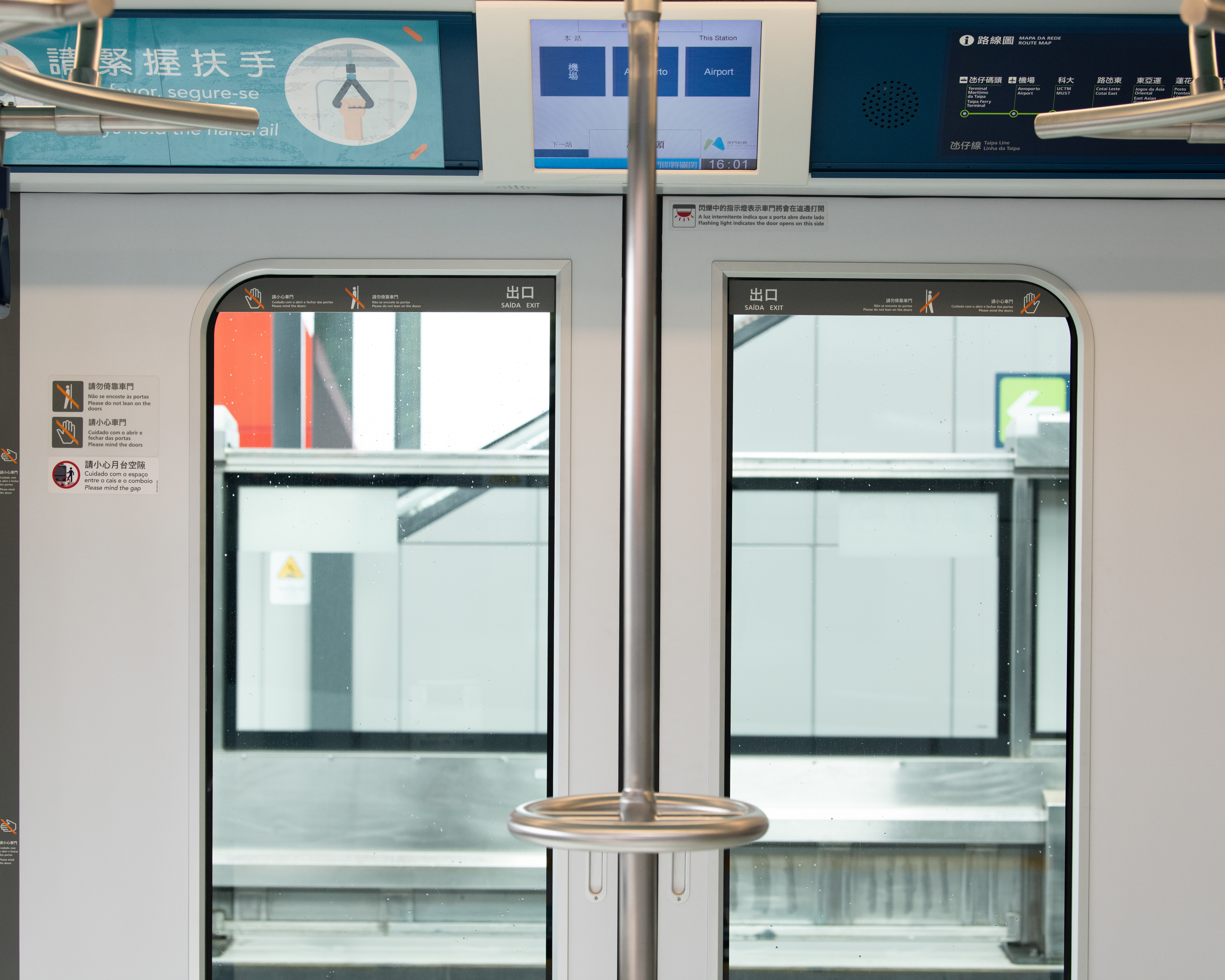
列車車門
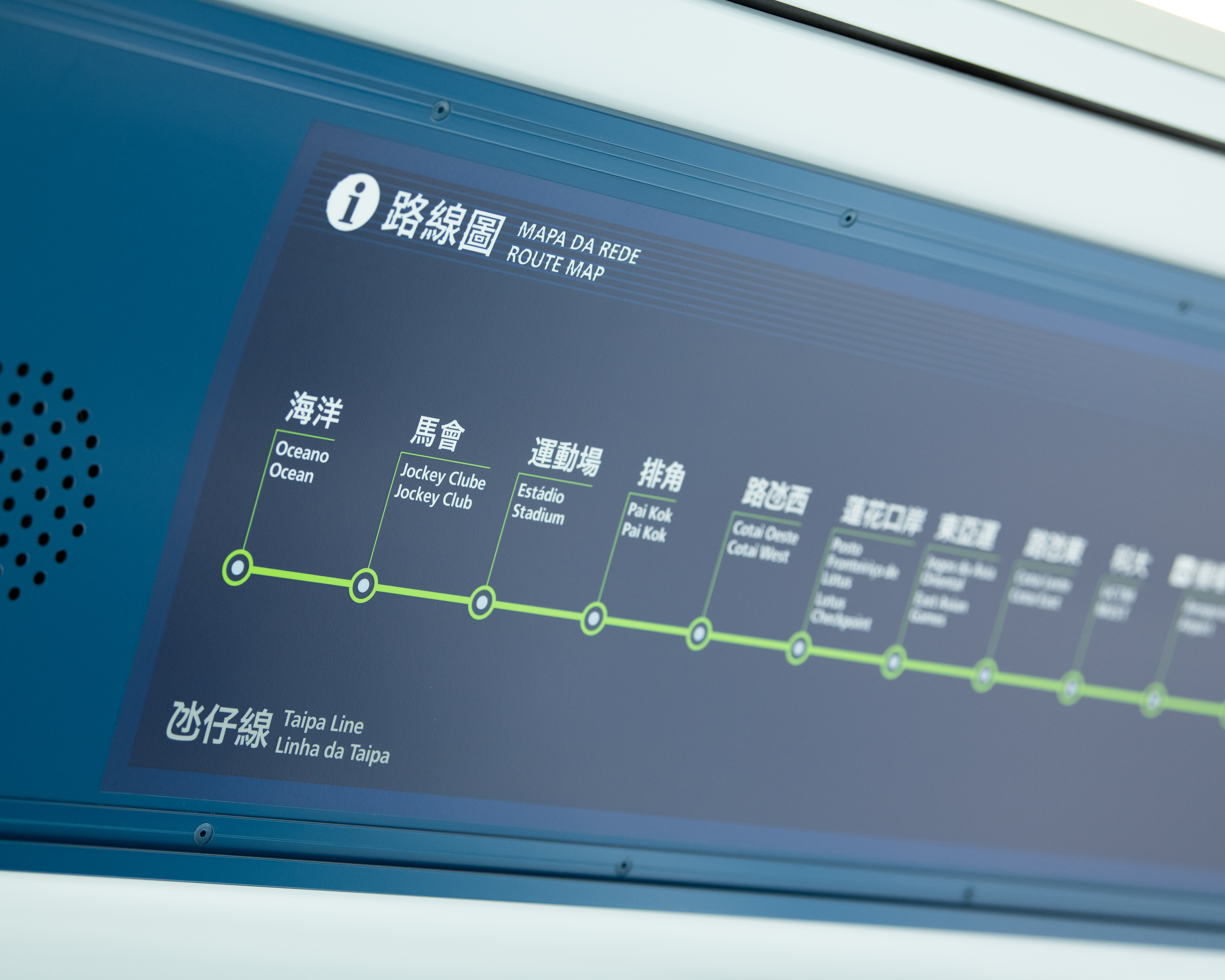
列車路線圖
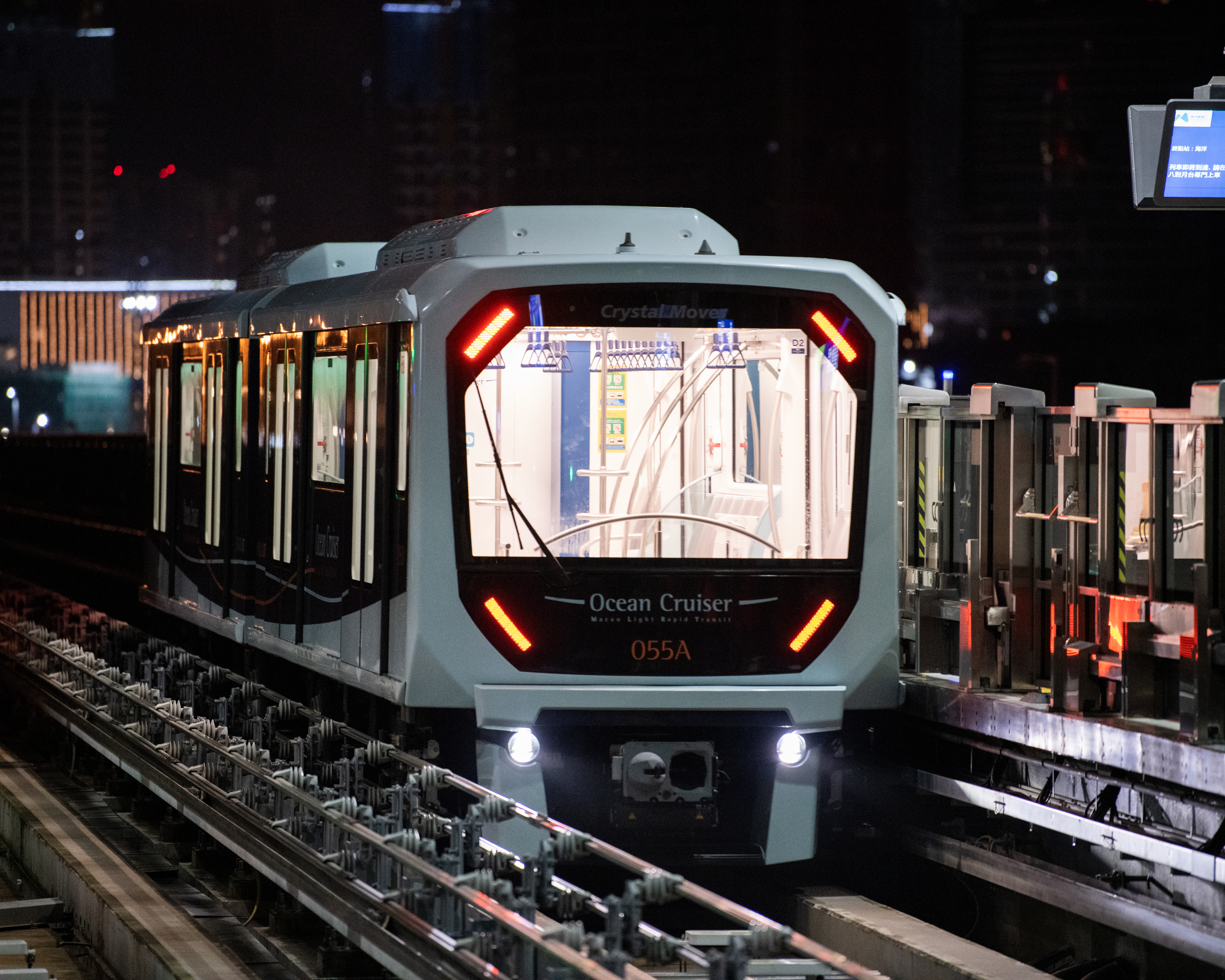
停靠運動場站的列車